# André Øvredal
André Øvredal (n. 6 mai 1973, Norvegia) este un regizor de film și scenarist norvegian. 

## Viața și cariera
Este cel mai cunoscut pentru scrierea și regia filmului Trollhunter (Trolljegeren), Øvredal a scris pentru 20th Century Fox Television episodul pilot al serialului de televiziune de acțiune horror Enormous, care se bazează pe cartea de benzi desenate cu același nume.

## Filmografie
| An   | Film                                                                          | Regizor | Scenarist | Producător | Notes                   |
| ---- | ----------------------------------------------------------------------------- | ------- | --------- | ---------- | ----------------------- |
| 2000 | Future Murder                                                                 | Da      | Da        | Da         | Și monteur              |
| 2009 | Customer Support                                                              | Da      | Da        | Nu         | Scurtmetraj             |
| 2010 | Trollhunter⁠(d)                                                                | Da      | Da        | Nu         |                         |
| 2016 | Tunnelen⁠(d)                                                                   | Da      | Da        | Nu         | Scurtmetraj             |
| 2016 | Autopsie fatală⁠(d)                                                            | Da      | Nu        | Nu         |                         |
| 2017 | Enormous                                                                      | Nu      | Da        | Nu         | episod pilot            |
| 2019 | Scary Stories to Tell in the Dark⁠(d) (Povești de groază de spus pe întuneric) | Da      | Nu        | Nu         |                         |
| 2020 | Mortal⁠(d)                                                                     | Da      | Da        | Da         |                         |
| TBD  | The Long Walk                                                                 | Da      | Nu        | Nu         | După un roman omonim⁠(d) |

Doar producător
| An   | Film        | notițe              |
| ---- | ----------- | ------------------- |
| 2001 | 3AM Eternal | Scurt-metraj        |
| 2015 | Polaroid    | Producător executiv |